# شهرستان ژبل
شهرستان ژبل (به بلغاری: Dzhebel Municipality) یک شهرستان در بلغارستان است که در استان کرجالی واقع شده‌است. شهرستان ژبل ۲۲۹٫۰۸ کیلومتر مربع مساحت و ۸٬۷۱۳ نفر جمعیت دارد.